# Red Lodge
Red Lodge város az USA Montana államában, Carbon megyében, melynek megyeszékhelye is. Lakosainak száma 2257 fő (2020. április 1.).

## Népesség
A település népességének változása:

| 2010 | 2 125 |
| 2020 | 2 257 |